# István Horthy
István Horthy de Nagybánya (12 de septiembre de 1904, Pula - 20 de agosto de 1942, Aleksejevka) (Húngaro: Vitéz nagybányai Horthy István) fue el hijo mayor del Regente de Hungría, el almirante Miklós Horthy, un político y durante la Segunda Guerra Mundial, piloto combatiente.

## Biografía
En su juventud, István Horthy y su hermano menor Miklós Jr. eran miembros activos de una tropa scout católica de la "Asociación de Scouts de Hungría" (Magyar Cserkészszövetség), a pesar de que eran de confesión protestante. Horthy se graduó como ingeniero mecánico en Hungría en 1928, tras ello se fue a los Estados Unidos por un año y trabajó en la fábrica automotriz de Ford Motor Company en Detroit, Míchigan.
Volviendo al reino de Hungría, trabajó en la fábrica de locomotoras MÁVAG. En la vanguardia del equipo de diseño, participó en el desarrollo de muchos proyectos, como la "Locomotora 424". Entre 1934 y 1938, Horthy fue director de la empresa y después de 1938 se convirtió en su director general. En 1940, se casó con la condesa Ilona Edelsheim-Gyulai. Aunque defendió el régimen autoritario y conservador de su progenitor, nunca mostró simpatía por el nazismo, y con frecuencia hizo pública su crítica hacia el Tercer Reich, especialmente en cartas a su padre desde el frente oriental donde criticaba el maltrato hacia los judíos locales. 
En enero de 1942, el ya septuagenario Mikós Horthy lo nombró "Viceregente de Hungría", y por algún tiempo, el "pequeño regente", disfrutó de gran popularidad entre los húngaros, aun cuando tal solución fue vista con desagrado por Alemania e Italia en tanto este nombramiento implicaba prolongar el régimen de la "Regencia" por tiempo indefinido al no existir pretendientes serios al trono húngaro fuera de los Habsburgo. Poco después de esto, István Horthy fue enviado al frente oriental como oficial y piloto de la Fuerza Aérea Húngara integrado en una escuadrilla de aviones de caza. 
István Horthy murió el 20 de agosto de 1942 en las cercanías de la ciudad de Belgorod, en Rusia, poco después de su llegada, en un accidente de aviación muy publicitado por la prensa húngara mientras combatía en el frente contra los soviéticos.